# Thomas Östlund
Thomas Östlund, född 9 september 1965, smeknamn "Osten", är en svensk tidigare ishockeymålvakt som hade sina största framgångar i mitten av 1990-talet. Thomas Östlund började sin karriär i Trångsund, och bytte säsongen 1984-1985 sedan klubb till AIK och inför säsongen 1992-1993 gick han till Djurgårdens IF. Han spelade för svenska landslaget i två VM, 1995 i Sverige (silver) och 1996 i Wien i Österrike. Senare blev han proffs i Schweiz men återvände sedan till Djurgårdens IF, där han avslutade spelarkarriären under en skadedrabbad säsong. Därefter blev han målvaktsinstruktör. 
Under oktober 1992 slog Östlund elitserierekord genom att inte släppa in något mål på 201 minuter och 18 sekunder. Rekordet stod sig i sjutton år då det övertogs av Jonas Gustavsson i SM-slutspelet 2009. Thomas Östlunds elitserierekord (ej Gustavssons) slogs även av Alexander Salak i början av november 2012 under seriespel.
I mars 2002 meddelade han att han lägger målvaktsutrustningen på hyllan efter säsongen 2001/2002.
2004 övertar han tillsammans med sina syskon familjeföretaget Stockholms Butikskött, sedan 2010 Svenskt Butikskött.
Han har också två barn som heter Viktor och Samuel som spelar ishockey i AIK (2010). Hustrun heter Cecilia.

### Fotnoter
1. ↑  Frank Eriksson (3 november 2012). ”Alexander Salak är historisk”. SHL AB. http://www.shl.se/artikel/30180/. Läst 5 april 2016.
2. ↑  Jimmy Peterson (22 mars 2002). ”Thomas Östlund lägger av”. Svenska fans. http://www.svenskafans.com/hockeyzon/91525.aspx. Läst 5 april 2016.
3. ↑  ”Vår historia – Svenskt Butikskött AB”. http://www.svensktbutikskott.se/om-oss/var-historia/. Läst 29 juli 2019.
4. 1 2  ”Från målvakt till VD”. Helsingborgs dagblad. 7 september 2010. http://www.hd.se/familj/2010/09/07/fran-malvakt-till-vd/. Läst 5 april 2016.